# Eulagisca gigantea
Eulagisca gigantea Monro, 1939 è una specie di verme polichete marino appartenente alla famiglia Polynoidae. Questa specie si trova nelle profondità marittime in acque fredde come l'Oceano Antartico.

## Descrizione
Si ritiene che i vermi siano discendenti di una specie diversa che invase le profondità marine milioni di anni fa.  Le specie si sono poi differenziate per colonizzare diversi habitat, compresi gli habitat basati sulla chemiosintesi attraverso i cinque oceani. Eulagisca gigantea può crescere fino a 20 centimetri e 10 di larghezza. È appiattita dorsoventralmente e possiede 40 segmenti. Il prostomio è ovale e la parte posteriore è nascosta da una piega nucale. 4 La proboscide reversibile ha un paio di grandi mascelle e misura circa un quarto della lunghezza dell'intero organismo. La superficie superiore del corpo è nascosta dalle grandi elitre accoppiate e ciascun segmento reca lateralmente una coppia di parapodi a forma di pagaia che servono per nuotare. E. Gigantea è marrone grigiastro.
La famiglia Polynoidae è stata trovata nelle acque intertidali fino al mare profondo. Sono stati trovati anche in habitat basati sulla chemiosintesi, come prese d'aria idrotermali, grotte anchialine, infiltrazioni fredde e altro ancora. Per sopravvivere in questi habitat estremi, alcune specie di cocciniglie hanno adattamenti morfologici e molecolari che consentono loro di sopravvivere lì. È noto che alcuni membri dei Polinoidi delle acque profonde vivono in associazione con la megafauna come il corallo nero. È stato dimostrato che anche altre specie hanno una relazione simbiotica con una spugna carnivora.

## Evoluzione

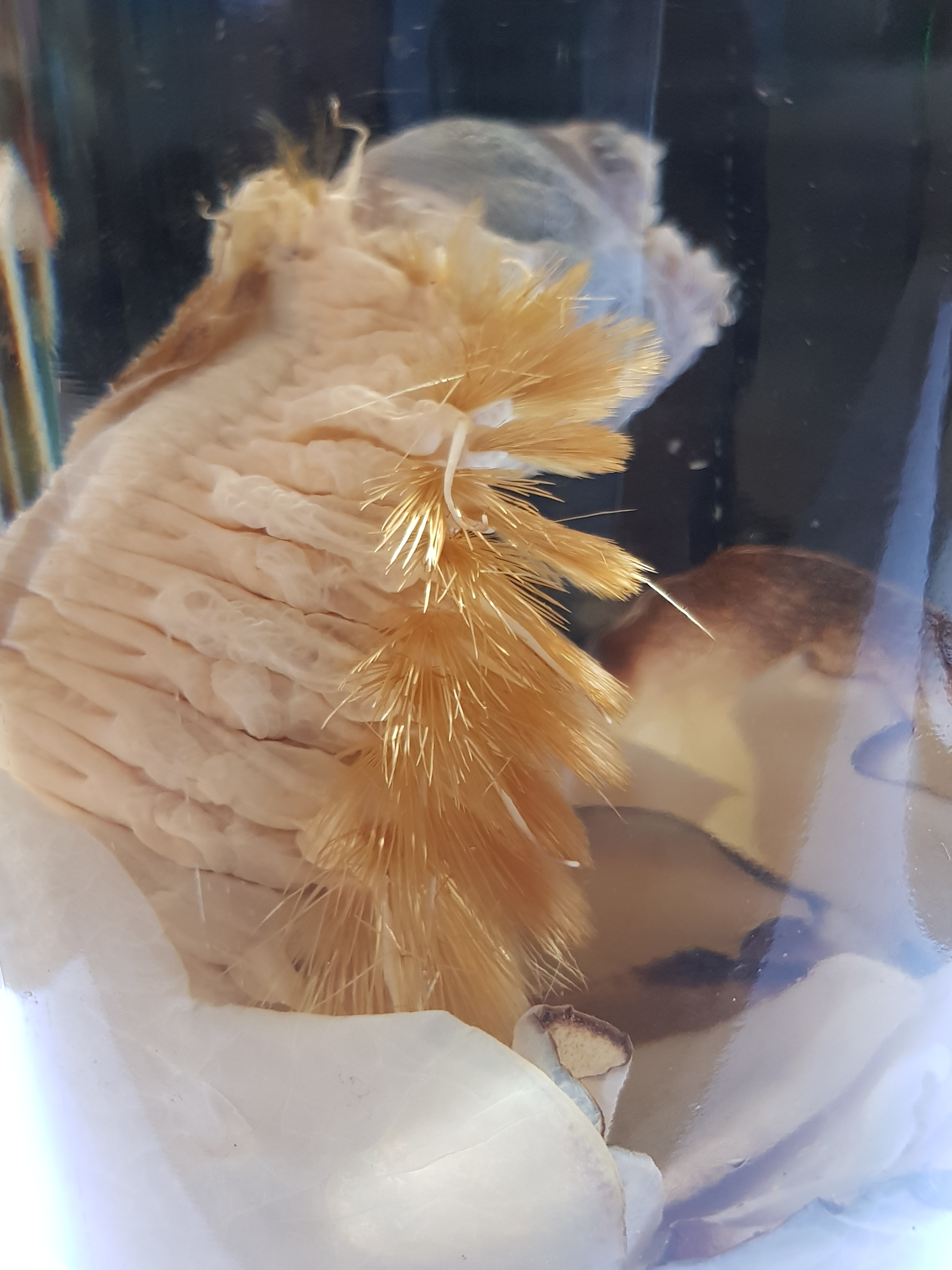
Eulagisca gigantea

I Polynoidae sono un gruppo monofiletico e al suo interno sono presenti gruppi parafiletici. La famiglia Polynoidae è la famiglia più ricca di specie dei vermi in scala, che vanno dai vermi bioluminescenti ai vermi trasparenti. La bioluminescenza deriva dall'enzima polinoidina che si trova all'interno delle scaglie del verme.  Questa famiglia comprende circa 900 specie.  All'interno del genere Eulagisca sono conosciute 5 diverse specie: Eulagisca corrientis, Eulagisca macnabi, Eulagisca puschkini, Eulagisca uschakovi ed Eulagisca gigantea.

## Fisiologia
Eulagisca gigantea è uno dei vermi più grandi, raggiungendo i 20 centimetri di dimensione. I vermi della scala sono caratterizzati dalla quantità di segmenti corporei. Possono ottenere fino a 40 segmenti con circa 15 paia di elitre su ciascun segmento. I loro corpi sono grandi e appiattiti. Le elitre sono le scaglie attaccate ai segmenti. La disposizione delle squame è un carattere importante per identificare la specie di verme in scala. La maggior parte delle scale sono orientate secondo uno schema di sovrapposizione alternata. Si vede che Eulagisca gigantea ha scaglie color crema con i parapodi che sono marrone dorato. Questo parapodia di colore dorato è il motivo per cui l'Eulagsica gigantea può essere distinta dagli altri Eulagsica e dai vermi in scala. Sul prostomio sono presenti tre antenne adibite alla meccanosensorietà.  Hanno anche due paia di occhi. Gli occhi appaiono dorsalmente sulla porzione della testa e sono sessili. Sul margine posteriore del prostomium c'è un organo nucale su cui sono presenti bande di ciglia.  La proboscide retrattile è costituita da un paio di grandi mascelle utilizzate per afferrare la preda durante la caccia.
Hanno una faringe spessa e muscolosa utilizzata per aiutare a digerire la preda.  Hanno bisogno di questa faringe muscolare per aiutare ad abbattere la preda poiché sono predatori. Esistono anche alcune specie che si nutrono di tappetini batterici.
Sebbene le cocciniglie siano bentoniche e trascorrano la maggior parte del tempo sul fondo dell'oceano, sono anche in grado di nuotare. Quando i vermi delle cocciniglie smettono di nuotare, per lo più affondano sul fondo dell'oceano mentre alcuni altri possono rimanere sospesi nella colonna d'acqua. Sono in grado di nuotare, ma la lunghezza dei loro cirri e del corpo sono fondamentali per il tempo in cui riescono a nuotare. Se sono un verme di dimensioni maggiori, faranno fatica a nuotare per tempi più lunghi. Nuotano grazie alla contrazione antagonista dei muscoli longitudinali del corpo e al movimento dei parapodi. Il movimento del parapodio prevede due tempi diversi, il colpo di potenza e il colpo di recupero. I colpi di potenza sono spinte che ottengono movimenti diretti dalla testa alla coda mentre i colpi di recupero sono movimenti diretti dalla coda alla testa.
Eulagisca gigantea molto probabilmente utilizza un sistema respiratorio, circolatorio, nervoso e digestivo simile a quello della maggior parte degli anellidi marini. E. gigantea probabilmente utilizzerà le branchie per la respirazione, come visto in altri anellidi marini. Negli anellidi vediamo sistemi circolatori chiusi con il sangue pompato attraverso i vasi sanguigni dalla contrazione muscolare. Il sistema nervoso di E. gigantea è probabilmente un ganglio cerebrale centralizzato nel prostomium con una scala di nervi che attraversa il resto del corpo.

## Sviluppo
Come la maggior parte degli Anellidi, la famiglia dei Polinoidi attraversa uno sviluppo indiretto con larve trocofore. Le larve dei Polinoidi differiscono dalle normali larve del trocoforo perché mancano del metatroco e del boschetto alimentare.  Dopo che le larve hanno attraversato la metamorfosi, i vermi giovanili iniziano a usare la proboscide con le mascelle per nutrirsi.

## Riproduzione
La maggior parte dei vermi in scala hanno sessi diversi visti attraverso un numero diverso di papille nefridiali. Sebbene abbiano sessi separati, a volte si verifica l'ermafroditismo. Le strutture all'interno del verme mostrano la capacità di fecondazione sia interna che esterna.